# Кілдер (графство)
Кілдер (англ. Kildare, ірл. Cill Dara) — графство на сході Ірландії.

## Адміністративний поділ
Входить до складу провінції Ленстер на території Республіки Ірландії. Столиця — Нейс. Найбільше місто - Ньюбрідж. Донедавно найбільшим містом був центр графства, однак між 2006 та 2011 роками у Ньюбріджа відбулося більше зростання населення, тому у цьому місті проживає на 848 осіб більше.

### Найбільші міста та містечка (2011)
| Місто    | Населення (2011) |
| -------- | ---------------- |
| Ньюбрідж | 21,561           |
| Нейс     | 20,713           |
| Селбрідж | 19,537           |
| Лейксліп | 15,452           |
| Мейнут   | 12,510           |
| Атай     | 9,926            |
| Кілдер   | 8,142            |
| Клейн    | 6,702            |
| Кілкок   | 5,533            |
| Саллінс  | 5,283            |